# Naissance en 1944
Naissance
- 1940
- 1941
- 1942
- 1943
- 1944
- 1945
- 1946
- 1947
- 1948

Cette page dresse une liste de personnalités nées au cours de l'année 1944 présentée dans l'ordre chronologique.
La liste des personnes référencées dans Wikipédia est disponible dans la page de la Catégorie: Naissance en 1944.

## Janvier
- 1er janvier : 
  - Abdul Hamid, avocat et homme d'État bangladais.
  - Ali Osmane Taha, homme politique soudanais.
  - Ton van de Ven, designer industriel néerlandais († 16 septembre 2015).
- 2 janvier :
  - Igor Tselovalnikov, coureur cycliste soviétique († 1er mars 1986).
  - Norodom Ranariddh, homme politique et prince cambodgien († 28 novembre 2021).
- 3 janvier : Doreen Massey, géographe et chercheuse en sciences humaines et sociales britannique († 11 mars 2016).
- 4 janvier : Louis Stewart, guitariste de jazz irlandais († 20 août 2016).
- 5 janvier : Carolyn McCarthy, femme politique américaine († 26 juin 2025).
- 6 janvier : Alan Stivell, auteur-compositeur-interprète breton.
- 7 janvier :
  - Boško Antić, joueur et entraîneur de football yougoslave, serbe et bosnien († 3 décembre 2007).
  - Mario Tullio Montano, sabreur italien († 27 juillet 2017).
  - Georges Othily, homme politique français († 18 décembre 2017).
- 9 janvier :
  - José Gómez Lucas, coureur cycliste espagnol († 14 juin 2014).
  - Jimmy Page, guitariste anglais.
- 10 janvier : William Sanderson, acteur américain.
- 11 janvier : Aguila Salah Issa, homme d'État libyen.
- 12 janvier :
  - Jay Cocks, scénariste et critique de cinéma américain.
  - Inge Viett, criminelle, terroriste et activiste allemande († 9 mai 2022).
  - Vlastimil Hort, joueur d'échecs tchécoslovaque puis allemand († 12 mai 2025).
- 13 janvier : Graham Webb, coureur cycliste anglais († 28 mai 2017).
- 15 janvier : Alex W. du Prel, journaliste, écrivain et patron de presse français d'origine américaine († 14 mars 2017).
- 16 janvier :
  - Dieter Moebius, compositeur germano-suisse de musique électronique († 20 juillet 2015).
  - Andrzej Niemczyk, joueur et entraîneur polonais de l'équipe de Pologne féminine de volley-ball († 2 juin 2016).
- 17 janvier : Françoise Hardy, autrice-compositrice-interprète, actrice et astrologue française († 11 juin 2024).
- 18 janvier : Alexander Van der Bellen, politicien autrichien, président fédéral depuis 2017.
- 19 janvier :
  - Shelley Fabares, actrice, chanteuse et productrice américaine.
  - Pehr Henrik Nordgren, compositeur finlandais († 25 août 2008).
  - Dan Reeves, joueur américain de football américain devenu entraîneur († 1er janvier 2022).
- 20 janvier : 
  - Alain Satié, peintre et sculpteur français († 6 février 2011).
  - Margaret Avery, chanteuse et actrice américaine.
- 22 janvier : Heidi Pawellek, chanteuse allemande († 4 septembre 2006).
- 24 janvier : François Nocher, acteur, metteur en scène, producteur et scénariste français.
- 25 janvier : Zully Montero, actrice cubaine.
- 26 janvier : 
  - Angela Davis, militante, philosophe et professeure américaine.
  - Louis Gallois, haut-fonctionnaire et dirigeant d'entreprise français.
- 27 janvier : Mairead Corrigan, militante pacifiste nord-irlandaise, prix Nobel de la paix 1976.
- 28 janvier :
  - Susan Howard, actrice américaine.
  - Ron Smith, joueur et entraîneur de hockey sur glace et joueur de baseball canadien († 2 janvier 2017).
- 31 janvier :
  - Connie Booth, actrice américaine.
  - Spartaco Landini, footballeur italien († 16 avril 2017).
  - Szabolcs Baranyi, joueur de tennis hongrois († 3 juin 2016).

## Février
- 1er février :
  - Michel Le Bris, écrivain français († 30 janvier 2021).
  - Henri Depireux, footballeur et entraîneur de football belge († 8 avril 2022).
  - Mike Enzi, homme politique américain († 26 juillet 2021).
- 2 février : Andrew Davis, claveciniste, organiste et chef d'orchestre britannique († 20 avril 2024).
- Antonio Cantafora, acteur italien (20 avril 2024).
- 3 février : Stephen Ross, économiste américain († 3 mars 2017).
- 5 février :
  - Dominique Lecourt, philosophe et éditeur français († 1er mai 2022).
  - Mitsuo Matayoshi, homme politique japonais († 20 juillet 2018).
- 6 février : Christine Boutin, femme politique française, ministre du Logement et de la Ville.
- 7 février : Bjørn Morisse, illustrateur, auteur de bande dessinée et musicien norvégien († 27 juillet 2006).
- 8 février :
  - Roger Lloyd-Pack, acteur britannique († 15 janvier 2014).
  - Sebastião Salgado, photographe brésilien († 23 mai 2025).
  - Jiří Zídek Sr., joueur de basket-ball tchécoslovaque puis tchèque († 21 mai 2022).
- 9 février : 
  - Gerard Vianen, coureur cycliste néerlandais († 10 décembre 2014).
  - Alice Walker, écrivaine américaine.
- 11 février :
  - Christian Didier, assassin de René Bousquet († 14 février 2015).
  - Mike Oxley, homme politique américain († 1er janvier 2016).
- 13 février : 
  - Yves Afonso, acteur français († 21 janvier 2018).
  - Jerry Springer, animateur de télévision américain († 27 avril 2023).
- 14 février :
  - Carl Bernstein, journaliste américain, célèbre pour avoir enquêté sur le Watergate
  - Alan Parker, réalisateur britannique († 31 juillet 2020).
  - Josip Pirmajer, footballeur yougoslave puis serbe († 24 juin 2018).

- 15 février :

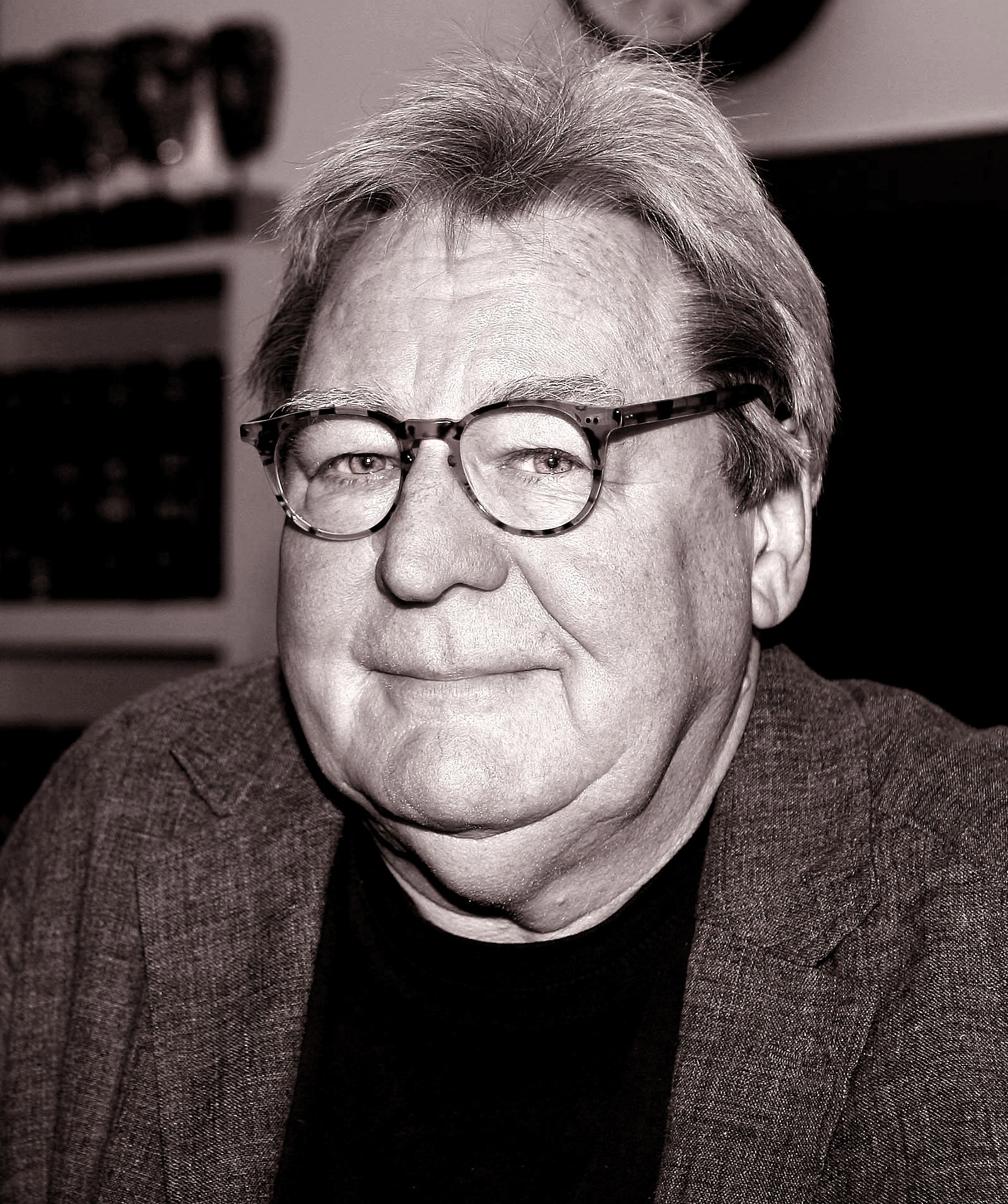
Alan Parker.

  - Aleksandr Serebrov, cosmonaute soviétique puis russe († 12 novembre 2013).
  - René Morizur, saxophoniste et accordéoniste français († 26 août 2009).
  - Ivan Moscatelli, peintre italo-suisse († 5 août 2022).
- 16 février :
  - António Mascarenhas Monteiro, homme d'État cap-verdien qui fut président de la République du Cap-Vert († 16 septembre 2016).
  - Tomiko Okazaki, femme politique japonaise († 19 mars 2017).
- 17 février :
  - Marjatta Raita, actrice finlandaise († 27 septembre 2007).
  - María del Socorro Bustamante, avocate, juriste et femme politique colombienne († 20 mars 2015).
- 19 février :
  - John Bloom, acteur américain († 15 janvier 1999).
  - Dan Fante, écrivain américain († 23 novembre 2015).
- 20 février : Robert de Cotret, politicien canadien († 9 juillet 1999).
- 21 février :
  - Peter Lee Lawrence, acteur allemand († 19 avril 1974).
  - Carlos Nine, auteur et dessinateur argentin († 16 juillet 2016).
- 22 février :
  - Jonathan Demme, réalisateur, producteur et scénariste américain († 26 avril 2017).
  - Nikola Špear, joueur et entraîneur de tennis yougoslave († 2 décembre 2017).
- 23 février :
  - Pierre Aubé, historien français.
  - Florian Fricke, musicien allemand († 29 décembre 2001).
  - Séamus Freeman, ecclésiastique irlandais († 20 août 2022).
- 25 février :
  - Hippolyte Simon, évêque catholique français, archevêque de Clermont-Ferrand († 25 août 2020).
  - August Van Daele, général belge de l'armée de l'air († 8 janvier 2017).
- 27 février :
  - Alan Fudge, acteur américain († 10 octobre 2011).
  - Roger Scruton, philosophe britannique († 12 janvier 2020).
- 28 février :
  - Manfred Melzer, prélat catholique allemand († 9 août 2018).
  - Şirin Tekeli, universitaire, écrivaine et militante féministe turque († 13 juin 2017).

## Mars
- 1er mars :
  - Roger Daltrey, chanteur de rock britannique.
  - Walther Jervolino, peintre italien († 12 juillet 2012).
- 2 mars : Ahmed Benaïssa, acteur algérien († 20 mai 2022).
- 5 mars : Charly Grosskost, coureur cycliste français († 19 juin 2004).
- 6 mars : 
  - Mary Wilson, chanteuse américaine († 8 février 2021).
  - Richard Corliss, journaliste américain de presse écrite († 23 avril 2015).
  - Jean-Pierre Augustin, géographe français († 16 juillet 2022).
- 7 mars : Indulata Sukla, mathématicienne indienne († 30 juin 2022).
- 12 mars : André Desvages, coureur cycliste français († 1er juin 2018).
- 13 mars :
  - Alfonso Cortina, ingénieur industriel et entrepreneur espagnol († 6 avril 2020).
  - Jean-Marc Fontaine, mathématicien français († 29 janvier 2019).
  - Bernard Sichère, écrivain et maître de conférences français († 26 mars 2019).
- 14 mars : Boris Brott, musicien et chef d'orchestre américain († 5 avril 2022).
- 16 mars : István Géczi, joueur de football international hongrois († 10 septembre 2018).
- 17 mars :
  - Pattie Boyd, mannequin et photographe britannique.
  - John Ningark, homme politique canadien († 17 novembre 2016).
- 19 mars : 
  - Eddy Beugels, coureur cycliste néerlandais († 12 janvier 2018).
  - Mouloud Achour, professeur, journaliste et écrivain algérien d'expression française († 24 décembre 2020).
  - Sirhan Sirhan, jordanien coupable de l'assassinat de Robert Kennedy.
- 23 mars : Patrick Floersheim, acteur et directeur artistique français († 4 mars 2016).
- 24 mars :
  - Levon Davidian, homme politique, psychiatre et professeur d'université iranien d'origine arménienne († 15 juillet 2009).
  - R. Lee Ermey, acteur américain († 15 avril 2018).
  - Han Myung-sook, femme politique coréenne, ancien premier ministre de la Corée du Sud.
- 26 mars :
  - Francisco Domingo Barbosa Da Silveira, prélat catholique uruguayen († 17 juin 2015).
  - Diana Ross, chanteuse et actrice américaine.
- 27 mars : Franco Scaglia, écrivain et journaliste italien († 6 juillet 2015).
- 28 mars :
  - Saïd Amara, joueur et entraîneur de handball tunisien († 10 février 2020).
  - Ken Howard, acteur américain († 23 mars 2016).
- 29 mars : 
  - Abbas, photographe franco-iranien († 25 avril 2018).
  - Nana Akufo-Addo, président de la République du Ghana.
  - Gérard de Sélys, journaliste, militant de gauche et écrivain belge († 3 janvier 2020).
  - Terry Jacks, chanteur et environnementaliste.
- 30 mars : Gerrit Komrij, peintre, poète, écrivain, traducteur, critique, polémiste et dramaturge néerlandais († 27 octobre 2012).
- 31 mars : Pascal Danel, chanteur et compositeur français († 25 juillet 2024).

## Avril
- 1er avril : 
  - Frédéric Cerdal, acteur et metteur en scène français.
  - Rusty Staub, joueur de baseball américain († 29 mars 2018).
- 2 avril : Francisco Massiani, écrivain et peintre vénézuélien († 1er avril 2019).
- 4 avril :
  - Magdaleno Mercado, footballeur international mexicain († 6 mars 2020).
  - Keizo Morishita, peintre japonais († 5 avril 2003).
- 5 avril : Pedro Rosselló, homme politique portoricain.
- 6 avril : 
  - Guy Lauzon, homme politique canadien († 22 juin 2025).
  - Charles Sobhraj, tueur en série français.
  - Bernd Spier, chanteur allemand († 30 décembre 2017).
- 7 avril :
  - François Garnier, évêque catholique français († 15 août 2018).
  - Jean-Pierre Pincemin, peintre, graveur et sculpteur français († 17 mai 2005).
  - Gerhard Schröder, homme d'État allemand.
- 8 avril :
  - Jean Benguigui, acteur français.
  - Hywel Bennett, acteur britannique († 25 juillet 2017).
- 10 avril : Giovanni Bignami, astrophysicien et vulgarisateur scientifique italien († 25 mai 2017).
- 11 avril :
  - Deedee Corradini, femme politique américaine († 1er mars 2015).
  - Nicoletta (Nicole Grisoni), chanteuse française.
- 12 avril : Lisa Jardine, historienne de la Renaissance britannique († 25 octobre 2015).
- 13 avril : Franco Arese (Francesco Arese), athlète, spécialiste du demi-fond (1 500 mètres), et dirigeant sportif italien.
- 14 avril : Nguyễn Phú Trọng, homme d'État vietnamien († 19 juillet 2024).
- 16 avril : Elmar Wepper, acteur allemand († 31 octobre 2023).
- 19 avril : Marie-Rose Gaillard, coureuse cycliste belge († 18 juin 2022).
- 22 avril : Jean-Luc Sarré, poète français († 3 février 2018).
- 23 avril : 
  - Niklaus Schilling, réalisateur, scénariste et directeur de la photographie suisse († 6 mai 2016).
  - Jean-François Stévenin, acteur et réalisateur français († 27 juillet 2021).
- 24 avril : Christine Ockrent, journaliste-chroniqueuse radio-télé belge.
- 25 avril : Berit Berthelsen, athlète norvégienne spécialiste du saut en longueur († 13 février 2022).
- 28 avril :
  - Ivan Hlevnjak, footballeur yougoslave puis croate († 28 novembre 2015).
  - Jean-Claude Van Cauwenberghe, homme politique belge.
- 29 avril : Werner Nekes, artiste, réalisateur et collectionneur allemand († 22 janvier 2017).
- 30 avril : Sonal Mansingh, danseuse indienne.

## Mai
- 1er mai : Moé Makosso IV, 17e roi du royaume de Loango († 23 décembre 2020).
- 3 mai :
  - René Jetté, généalogiste († 18 mai 2013).
  - Twins Seven Seven, peintre et sculpteur nigérian († 16 juin 2011).
- 4 mai : 
  - Dave, chanteur néerlandais.
  - Edmund Wnuk-Lipiński, sociologue, professeur et écrivain polonais († 4 janvier 2015).
- 5 mai :
  - Roger Rees, acteur britannique († 10 juillet 2015).
  - Marc Zuber, acteur britannique († 28 mai 2003).
- 6 mai : Riad Beyrouti, peintre syrien († 4 novembre 2019).
- 7 mai : 
  - Layla Al-Attar, artiste peintre irakienne († 27 juin 1993).
  - Frank Richard Branch, enseignant et homme politique canadien († 22 octobre 2018).
  - Paul Desfarges, évêque catholique français, jésuite et archevêque émérite d'Alger.
- 9 mai : 
  - Frédéric Cerdal, acteur et metteur en scène français.
  - Edmond Fabacher, maire de Kutzenhausen (Bas-Rhin) de 1989 à 2014[1].
- 10 mai :
  - Giuliano Ghelli, peintre et sculpteur italien († 15 février 2014).
  - Marie-France Pisier, actrice française († 24 avril 2011).
- 11 mai : 
  - Jarmila Králíčková, joueuse tchécoslovaque de hockey sur gazon.
  - Geoff Pimblett, joueur de rugby à XIII anglais († 19 février 2018).
- 12 mai : Chris Patten, homme politique britannique, dernier gouverneur de Hong Kong.
- 14 mai : George Lucas, réalisateur américain.
- 15 mai :
  - Ulrich Beck, sociologue allemand († 1er janvier 2015).
  - Bin Kashiwa, peintre japonais.
  - Miruts Yifter, coureur de fond éthiopien († 22 décembre 2016).
- 16 mai : Danny Trejo, acteur américain.
- 17 mai : Jacques Rampal, dramaturge, écrivain et auteur de bande dessinée français († 19 décembre 2015).
- 18 mai : José Lello, homme politique portugais († 14 octobre 2016).
- 19 mai : 
  - Peter Mayhew, acteur britannico-américain († 30 avril 2019).
  - Verckys Kiamuangana Mateta, compositeur, musicien et chef d'orchestre congolais († 13 octobre 2022).
- 20 mai :
  - Joe Cocker, chanteur de rock britannique († 22 décembre 2014).
  - David Walker, astronaute américain († 23 avril 2001).
- 21 mai : Haleh Afshar, pair à vie britannique († 12 mai 2022).
- 22 mai :
  - Henri Guédon, peintre et musicien de jazz français († 12 février 2006).
  - Nakamura Kichiemon II, comédien du genre kabuki et costumier japonais († 28 novembre 2021).
- 24 mai :
  - Bernard Golay, présentateur et journaliste français († 30 août 2019).
- 25 mai :
  - Pierre Bachelet, chanteur compositeur français († 15 février 2005).
  - Tim Page, photographe de guerre britannique († 24 août 2022).
  - Sebastián Viberti, joueur et entraîneur de football argentin († 24 novembre 2012).
- 26 mai : Jean-François Prigent, footballeur français († 11 septembre 2009).
- 27 mai :
  - Alain Souchon, chanteur, compositeur et acteur français.
- Pleun Strik, footballeur néerlandais († 14 juillet 2022).
- 28 mai :
  - Rudy Giuliani, homme politique américain.
  - Georgi Hristakiev, footballeur bulgare († 4 avril 2016).
  - Jean-Pierre Léaud, acteur français.
  - Sondra Locke, actrice, réalisatrice et productrice américaine († 3 novembre 2018).
  - Paul Scully-Power, astronaute de double nationalité américaine/australienne.
  - Germaine Acogny, danseuse et chorégraphe franco-sénégalaise.
- 29 mai :
  - Yves Monot, évêque catholique français, évêque d'Ouesso.
  - Tamara Degtiareva, actrice] russe († 9 août 2018).
  - Helmut Berger, acteur autrichien († 18 mai 2023).
- 31 mai :
  - Jean-Claude Baudet, philosophe belge († 18 juillet 2021).
  - Alain Lebaube, journaliste et écrivain français († 15 mars 2022).

## Juin
- 4 juin :
  - Antoine, auteur-compositeur-interprète et navigateur français.
  - Rafik El Kamel, peintre tunisien († 12 mars 2021).
  - Patrick Préjean, acteur et doubleur français.
- 5 juin : Jim Brogan, footballeur écossais († 24 septembre 2018).
- 6 juin :
  - José Barbara, pilote de rallye français († 2 janvier 2017).
  - Edgar Froese, musicien allemand († 20 janvier 2015).
- 7 juin : Sulochana Gadgil, climatologue et météorologue indienne.
- 8 juin : Marc Ouellet, cardinal canadien, archevêque de Québec.
- 10 juin :
  - Gian Paolo Mele, chef d'orchestre, compositeur et ethnomusicologue italien († 15 février 2018).
  - Antonio Sarabia, écrivain mexicain († 2 juin 2017).
- 11 juin : James van Hoften, astronaute américain.
- 14 juin : Guy Lassalette, footballeur français († 4 octobre 1981).
- 16 juin : Henri Richelet, peintre français († 18 mars 2020).
- 17 juin : 
  - Janna Bitchevskaïa, chanteuse russe.
  - Michael Gershman, directeur de la photographie et réalisateur américain († 10 mars 2018).
  - Jacques Pellegrin, peintre français († 7 avril 2021).
  - Patrice Tran Ba Huy, médecin, président de l'Académie nationale de médecine.
- 19 juin : Richard Monette, acteur et réalisateur († 9 septembre 2008).
- 20 juin :
  - John McCook, acteur américain.
  - Gérard Voulouzan, peintre français († 31 décembre 2020).
- 21 juin :
  - Didier Bay, artiste français.
  - Jon Hiseman, batteur, ingénieur du son et producteur de musique britannique († 12 juin 2018).
  - Tony Scott, réalisateur, scénariste et producteur britannique († 19 août 2012).
- 22 juin : Helmut Dietl, réalisateur et scénariste allemand († 30 mars 2015).
- 24 juin :
  - Jeff Beck, guitariste de rock britannique († 10 janvier 2023).
  - Ticky Holgado, secrétaire de Claude François et acteur, chanteur et musicien français († 22 janvier 2004).
- 25 juin : Robert Charlebois, chanteur et comédien canadien.
- 26 juin : Johanna Näf, peintre et sculptrice suisse.
- 27 juin : Paul Koslo, acteur canadien d'origine allemande († 9 janvier 2019).
- 29 juin :
  - Guy Bouchauveau, humoriste sourd français († 21 février 2016).
  - Seán O'Malley, cardinal américain, archevêque de Boston.
  - Charlie Watt, homme d'affaires et homme politique québécois.
- 30 juin :
  - Robert Allan Ackerman, réalisateur américain († 10 janvier 2022).
  - Raymond Moody, docteur en psychologie et médecin américain.
  - Els Ingeborg Smits, actrice néerlandaise († 5 décembre 2011).

## Juillet
- 1er juillet : Wahid Hamed, scénariste égyptien († 2 janvier 2021).
- 3 juillet : Michel Polnareff, auteur-compositeur-interprète français.
- 4 juillet : Heidi Pechstein, nageuse est-allemande.
- 5 juillet : Geneviève Grad, actrice française († 8 novembre 2024).
- 6 juillet :
  - Don Ritchie, athlète écossais († 16 juin 2018).
  - Bernhard Schlink, écrivain de langue allemande.
- 7 juillet :
  - Jürgen Grabowski, footballeur allemand († 10 mars 2022).
  - Araquem de Melo, footballeur brésilien († 19 octobre 2001).
- 8 juillet : 
  - Mourid al-Barghouti, écrivain palestinien († 14 février 2021).
  - Roland Mesnier, chef cuisinier et écrivain culinaire franco-américain († 26 août 2022).
- 10 juillet : Grandpa Elliott, musicien américain († 8 mars 2022).
- 12 juillet :
  - Nicole Gueden, actrice française.
  - Terry Cooper, footballeur anglais († 31 juillet 2021).
  - Ulf Stark, écrivain et scénariste suédois († 13 juin 2017).
- 13 juillet : Ernő Rubik, inventeur du Rubik's Cube et architecte hongrois.
- 14 juillet :
  - Keith Christiansen, joueur américano-canadien de hockey sur glace († 5 novembre 2018).
  - Jon Michelet, écrivain, présentateur de télévision et homme politique norvégien († 14 avril 2018).
  - Juan Carlos Touriño, footballeur espagnol († 7 mars 2017).
- 15 juillet :
  - Tullio Abbate, pilote de bateau de course italien († 9 avril 2020).
  - Jean-Michel Fouché, footballeur français († 18 octobre 2013).
  - Mike Jeffries, homme d'affaires américain.
  - Jan-Michael Vincent, acteur américain († 10 février 2019).
- 16 juillet : Jean-Pierre Ducasse, coureur cycliste français († 19 février 1969).
- 17 juillet : Carlos Alberto Torres, footballeur brésilien († 25 octobre 2016).
- 18 juillet :
  - Georges Anglade, géographe, homme politique et écrivain haïtien († 12 janvier 2010).
  - Pedro de Felipe, footballeur espagnol († 12 avril 2016).
- 20 juillet :
  - Mel Daniels, joueur de basket-ball américain († 30 octobre 2015).
  - Olivier de Kersauson, navigateur, chroniqueur et écrivain français.
- 21 juillet : Buchi Emecheta, romancière nigériane († 25 janvier 2017).
- 22 juillet : Claude Villers, journaliste, animateur de radio, écrivain et producteur français († 16 décembre 2023).
- 24 juillet : Sylvain Joubert, acteur, scénariste, réalisateur et écrivain français († 7 février 2000).
- 25 juillet : Mariano Ortiz, joueur de basket-ball portoricain († 19 avril 2022).
- 26 juillet :
  - Betty Davis, chanteuse américaine († 9 février 2022).
  - Bertrand Eveno, haut fonctionnaire français (inspecteur des Finances), énarque, président de l'Agence France-Presse de 2000 à 2005.
  - Louise Lake-Tack, femme politique, gouverneur général d'Antigua-et-Barbuda.
  - Celeste Yarnall, actrice américaine († 7 octobre 2018).
- 27 juillet :
  - Fatima Abdel Mahmoud, femme politique soudanaise († 22 juillet 2018).
  - Bev Oda, politicienne canadienne.
- 28 juillet : Tsunehiko Watase, acteur japonais († 14 mars 2017).
- 30 juillet : 
  - Ahmed Néjib Chebbi, homme politique tunisien.
  - Julie Dassin, actrice franco-américaine.
- 31 juillet : Endaf Emlyn, auteur-compositeur-interprète et réalisateur gallois.

## Août
- 1er août :
  - Nicoletta Machiavelli, actrice italienne († 15 novembre 2015).
  - Iouri Romanenko, cosmonaute soviétique.
  - Andrew G. Vajna, producteur de cinéma hongro-américain († 20 janvier 2019).
- 2 août :
  - Jacqueline Clerc, aviatrice française.
  - Alberto Coramini, footballeur italien († 17 février 2015).
  - Naná Vasconcelos, percussionniste brésilien († 9 mars 2016).
- 4 août : Richard Belzer, acteur américain († 19 février 2023).
- 5 août : Polycarp Pengo, cardinal tanzanien.
- 6 août : Patrick Esclafer de La Rode, historien, archiviste et généalogiste français († 22 février 2015).
- 8 août :
  - Bernard Ménez, comédien et chanteur français.
  - John C. Holmes, acteur de films pornographiques († 13 mars 1988).
  - John Renbourn, guitariste britannique († 26 mars 2015).
- 9 août : Andrzej Przybielski, trompettiste de jazz polonais († 9 février 2011).
- 10 août :
  - Gaétan Gervais, auteur, historien et professeur canadien franco-ontarien († 20 octobre 2018).
  - Abdel Latif Rachid, homme politique irakien.
- 11 août :
  - Dennis Berry, réalisateur, scénariste et acteur franco-américain († 12 juin 2021).
  - Alexa McDonough, chef du Nouveau Parti démocratique (NPD) († 15 janvier 2022).
  - Frederick W. Smith, entrepreneur américain († 21 juin 2025).
- 12 août : Omar Phakadze, coureur cycliste sur piste soviétique († 21 mai 1993).
- 15 août :
  - Yoweri Museveni, homme d'État ougandais, président de la République.
  - Thierry Rijkhart de Voogd, peintre néerlandais d'origine française († 28 mai 1999).
  - Sylvie Vartan, chanteuse française.
- 17 août : Larry Ellison, homme d'affaires américain.
- 18 août : Souleymane Koly, producteur, réalisateur, metteur en scène, scénariste, chorégraphe, musicien et pédagogue guinéen († 1er août 2014).
- 19 août :
  - Jean-François Bizot, écrivain, journaliste et cinéaste français, fondateur du magazine Actuel et de Radio Nova († 8 septembre 2007).
  - Skip Williamson, dessinateur de comics underground américain († 16 mars 2017).
  - José Agustín, écrivain mexicain († 16 janvier 2024).
- 20 août :
  - Georges-Hébert Germain, journaliste, chroniqueur, critique littéraire, scénariste, romancier, biographe et essayiste québécois († 13 novembre 2015).
  - Tarik Kopty, acteur et cinéaste israélien († 24 février 2022).
- 21 août : André Dartevelle, réalisateur, historien, journaliste et grand reporter belge († 14 mars 2015).
- 22 août :
  - Ayşen Gruda, actrice turque († 23 janvier 2019).
  - Tom Leonard, poète et écrivain britannique († 21 décembre 2018).
  - Bernard Vidal, peintre et publicitaire français († 21 janvier 2019).
- 23 août : Jean-Claude Francolon, photographe et photojournaliste français, ancien dirigeant de l'agence Gamma.
- 24 août :
  - Gregory Jarvis, astronaute américain († 28 janvier 1986).
  - Rocky Johnson, catcheur canadien († 15 janvier 2020).
  - Daniel Valot, personnalité du monde des affaires, haut fonctionnaire et écrivain français († 15 novembre 2018).
- 25 août :
  - Conrad Black, magnat, financier et biographe britannique.
  - Vincenzo Silvano Casulli, astronome amateur italien († 24 juillet 2018).
- 26 août : 
  - Patrick Devedjian, homme politique français  († 29 mars 2020).
  - Neroli Fairhall, archère et athlète néo-zélandaise († 11 juin 2006).
  - Maureen Tucker, musicienne américaine, batteuse du groupe The Velvet Underground.
- 27 août : 
  - François de Witt, journaliste économique français († 11 décembre 2016).
  - Tim Bogert, bassiste de rock américain († 13 janvier 2021).
- 30 août : José Falcón (José Carlos Frita Falcao), matador portugais († 11 août 1974).
- 31 août :
  - Earnie Shavers, boxeur poids lourds américain († 1er septembre 2022).
  - Aboubacar Somparé, homme politique guinéen († 2 novembre 2017).

## Septembre
- 1er septembre : Claude Nicollier, spationaute suisse.
- 2 septembre : Gilles Marchal, auteur-compositeur-interprète français († 11 avril 2013).
- 3 septembre :
  - Jean-Claude Frécon, homme politique français († 10 décembre 2016).
  - Miroslav Poljak, joueur de water-polo yougoslave puis croate († 2 novembre 2015).
  - Sherwood Clark Spring, astronaute américain.
- 4 septembre : Anthony B. Atkinson, économiste britannique († 1er janvier 2017).
- 5 septembre : 
  - Dario Bellezza, écrivain, poète et dramaturge italien († 31 mars 1996).
  - Axel Kahn, généticien français († 6 juillet 2021).
- 6 septembre : 
  - Jean-Paul Jaeger, évêque catholique français, évêque d'Arras.
  - Christian Boltanski, plasticien français († 14 juillet 2021).
- 9 septembre :
  - Bernard-Nicolas Aubertin, évêque catholique français, archevêque de Tours.
  - Michel Bon, coureur cycliste français († 19 février 1969).
  - Vilson Pedro Kleinübing, homme politique brésilien († 23 octobre 1998).
  - George Mraz, contrebassiste de jazz d'origine tchèque († 16 septembre 2021).
- 11 septembre : Freddy Thielemans, homme politique belge († 29 janvier 2022).
- 12 septembre : Barry White, auteur-compositeur-interprète américain († 4 juillet 2003).
- 13 septembre :
  - Jacqueline Bisset, actrice britannique.
  - Henri de Jordan, peintre français († 31 janvier 1996).
- 14 septembre : Jean Offredo, journaliste et écrivain français d'origine polonaise († 27 mars 2012).
- 15 septembre :
  - Graham Taylor, footballeur anglais († 12 janvier 2017).
  - Radomir Vukčević, footballeur yougoslave puis croate († 28 novembre 2014).
  - Roger Jouet, écrivain et historien français († 25 août 2022).
- 16 septembre : Nico de Bree, footballeur néerlandais († 6 mai 2016).
- 17 septembre : Michel Cullin, universitaire (germaniste et politiste) et haut fonctionnaire français († 3 mars 2020).
- 18 septembre :
  - Charles L. Veach, astronaute américain († 3 octobre 1995).
  - Veronica Carlson, actrice britannique († 27 février 2022).
- 19 septembre : Ronald Lopatny, joueur de water-polo yougoslave puis croate († 5 mai 2022).
- 20 septembre :
  - Phil Fontaine, homme politique.
  - Paul Madeley, footballeur britannique († 23 juillet 2018).
  - As Thiam, cinéaste, scénariste et producteur sénégalais († 17 avril 2018).
- 21 septembre : 
  - Fannie Flagg, écrivaine et actrice américaine.
  - Susan Fleetwood, comédienne écossaise († 29 septembre 1995).
- 23 septembre :
  - Carles Canut, acteur espagnol  († 27 septembre 2018).
  - Loren Shriver, astronaute américain.
- 24 septembre :
  - Bernd Bransch, footballeur international est-allemand puis allemand († 11 juin 2022).
  - Sven-Ole Thorsen, acteur et culturiste danois.
  - Jean-Luc Vernal, journaliste et scénariste belge de bande dessinée († 15 janvier 2017).
- 25 septembre : 
  - Jean-Pierre Ricard, religieux français, nommé cardinal en 2006.
  - Michael Douglas, acteur américain.
- 27 septembre : Gérard Bonnet, homme politique français († 6 octobre 2016).
- 29 septembre : Marina Hedman, actrice italo-suédoise.
- 30 septembre : 
  - Diane Dufresne, chanteuse, canadienne.
  - Jean-Louis Debré, homme politique français († 4 mars 2025).
  - Bernard Debré, urologue et homme politique français († 13 septembre 2020).

## Octobre
- 1er octobre : 
  - Danièle Graule, dite Dani, chanteuse et comédienne française († 18 juillet 2022).
  - Jean-Pierre Castaldi, comédien français.
- 2 octobre : Vernor Vinge, écrivain américain († 20 mars 2024).
- 3 octobre : Roy Horn, magicien et dompteur germano-américain († 8 mai 2020).
- 5 octobre :
  - Michael Ande, acteur allemand.
  - Lothar Baumgarten, artiste, photographe et éclairagiste allemand († 2 décembre 2018).
  - Richard Rosser, syndicaliste britannique († 10 avril 2024).
- 7 octobre : Jack Body, compositeur, ethnomusicologue et photographe néo-zélandais († 10 mai 2015).
- 8 octobre :
  - Maurice Bodson, homme politique belge de langue française († 24 octobre 2020).
  - 8 octobre : Guy Menut, homme politique français († 7 juillet 2017).
- 9 octobre :
  - Astra Biltauere, joueuse soviétique de volley-ball.
  - Rita Donaghy, femme politique britannique.
  - John Entwistle, bassiste britannique († 27 juin 2002).
- 10 octobre : 
  - Paul Otchakovsky-Laurens, éditeur français († 2 janvier 2018).
  - Francisco Sagasti, homme d'État péruvien.
- 12 octobre : Arthur Whistler, ethnobotaniste américain († 2 avril 2020).
- 13 octobre : František Brůna, handballeur tchécoslovaque puis tchèque († 24 avril 2017).
- 15 octobre : 
  - Haim Saban, homme d'affaires et producteur de télévision américano-israélien.
  - David Trimble, homme politique britannique, Premier ministre d'Irlande du Nord de 1998 à 2002 († 25 juillet 2022).
- 16 octobre : Joseph Haïm Sitruk, grand-rabbin de France († 25 septembre 2016).
- 17 octobre :
  - François Corbier, auteur-compositeur-interprète, poète et animateur de télévision français († 1er juillet 2018).
  - Kaddour Mahieddine, coureur cycliste algérien († 20 avril 2012).
  - Nobutaka Machimura, homme politique japonais († 1er juin 2015).
- 18 octobre : Cecil Jones Attuquayefio, footballeur ghanéen († 12 mai 2015).
- 20 octobre :
  - Tina DeRosa, romancière et poétesse américaine († 3 février 2007).
  - David Mancuso, disc-jockey américain († 14 novembre 2016).
- 23 octobre :
  - Warren Burton, acteur américain († 2 octobre 2017).
  - Ludmila Dukhovnaya, actrice azerbaïdjanaise.
- 25 octobre :
  - Berkrerk Chartvanchai, boxeur thaïlandais († 7 mars 2022).
  - Héctor Colomé, acteur espagnol-argentin († 28 février 2015).
  - Jean-Claude Sachot, acteur français († 12 mars 2017).
  - Juan Manuel Santisteban, coureur cycliste espagnol († 21 mai 1976).
- 26 octobre : Jim McCann, musicien folk et animateur de télévision irlandais, membre du groupe The Dubliners († 5 mars 2015).
- 27 octobre : Nikolaï Karatchentsov, acteur soviétique puis russe († 26 octobre 2018).
- 28 octobre :
  - Bob Andy, chanteur et auteur-compositeur de reggae jamaïcain († 27 mars 2020).
  - Coluche, humoriste et acteur français d'origine italienne († 19 juin 1986).
  - Marián Labuda, acteur tchécoslovaque puis slovaque († 5 janvier 2018).
  - S. Robson Walton, entrepreneur américain.
- 29 octobre : 
  - Berta Ambrož, chanteuse yougoslave puis slovène († 1er juillet 2003).
  - Nick Cuti, auteur de comics, romancier et scénariste de films américain († 21 février 2020).
  - Denny Laine, guitariste rock britannique († 5 décembre 2023).
- 30 octobre : Ahmed Chalabi, homme politique irakien († 3 novembre 2015).

## Novembre
- 1er novembre : Bobby Heenan, catcheur, manager de catcheurs et commentateur de catch américain † 17 septembre 2017).
- 2 novembre :
  - Philippe Bodson, homme d'affaires et homme politique belge († 4 avril 2020).
  - Michael Buffer, animateur américain.
  - Keith Emerson, claviériste britannique du groupe Emerson, Lake and Palmer († 10 mars 2016).
  - Jeffrey A. Hoffman, astronaute américain.
- 4 novembre : 
  - Padma Bandopadhyay, médecin et air marshal dans l'armée de l'Air indienne.
  - Robert Ryan, matador américain.
- 7 novembre : Luigi Riva, footballeur italien († 22 janvier 2024).
- 8 novembre : Colleen Beaumier, femme politique canadienne.
- 11 novembre :
  - Jennifer Bate, organiste britannique († 25 mars 2020).
  - Paul Bùi Van Ðoc, évêque vietnamien († 6 mars 2018).
- 13 novembre : Fabio Garriba, acteur italien († 9 août 2016).
- 14 novembre : Björn Bjarnason, homme politique islandais.
- 15 novembre :
  - Marie-Louise Butzig, footballeuse française († 6 mars 2017).
  - Joy Fleming, chanteuse allemande  († 27 septembre 2017).
  - Safia Ketou, écrivaine algérienne († 29 janvier 1989).
- 16 novembre : Fouad Jawhar, peintre libanais († 19 décembre 2013).
- 17 novembre :
  - John-David F. Bartoe, astronaute américain.
  - Danny DeVito, acteur, réalisateur, humoriste et producteur américain.
  - Édouard Kula, footballeur français († 29 novembre 2007).
  - Lorne Michaels, producteur et scénariste canadien.
  - Daniel Yuste, coureur cycliste espagnol († 26 mars 2020).
- 21 novembre : Vassili Zviaguintsev, auteur soviétique et russe de science-fiction († 30 avril 2016).
- 22 novembre : Roger Giguère, comédien, marionnettiste et bruiteur québécois († 28 août 2022).
- 24 novembre : Roberto Sagastume Pinto, enseignant, entrepreneur et homme politique guatemaltèque († 1er décembre 2014).
- 25 novembre : Herbert Volz, sculpteur allemand.
- 26 novembre : Karin Schubert, actrice allemande.
- 27 novembre : Trevor Ward-Davies, chanteur britannique († 13 janvier 2015).
- 29 novembre : Twink (John Charles Alder), musicien de rock psychédélique anglais.
- 30 novembre : 
  - Benjamin Kogo, athlète de steeple kényan († 20 janvier 2022).
  - Houmane Jarir, footballeur marocain († 19 mai 2018).

## Décembre
- 1er décembre : 
  - Pierre Arditi, acteur français.
  - Eric Bloom, guitariste et chanteur américain du groupe Blue Öyster Cult.
  - Joe Nickell, investigateur du paranormal américain († 4 mars 2025).
- 2 décembre : Khadija Souissi, actrice tunisienne († 13 août 2018).
- 4 décembre :
  - Pierre Godé, avocat et dirigeant d'entreprise français († 31 janvier 2018).
  - Anna McGarrigle, auteure-compositrice-interprète.
- 9 décembre : Bernard Dutin, joueur de rugby à XV français († 15 mai 2015).
- 11 décembre : Michael Lang, réalisateur artistique et impresario américain († 8 janvier 2022).
- 12 décembre :
  - Jean Doré, homme politique canadien († 15 juin 2015).
  - Peter Goldring, homme d'affaires et homme politique canadien.
- 13 décembre : Mahmoud Tounsi, écrivain et peintre tunisien († 12 avril 2001).
- 15 décembre : Michel Fuzellier, illustrateur et réalisateur de dessins animés français.
- 16 décembre : 
  - John Abercrombie, guitariste de jazz américain († 22 août 2017).
  - Judy Sgro, femme politique fédérale canadienne.
- 17 décembre :
  - Patrick Ollier, homme politique français, ancien président de l'Assemblée nationale.
  - Luigi Lugiato, physicien italien.
  - Bernard Hill, acteur britannique († 5 mai 2024).
- 19 décembre :
  - Alvin Lee, guitariste de rock anglais († 6 mars 2013).
  - Marcel Maes, coureur cycliste belge († 10 août 1997).
  - Sata Isobe, joueuse de volley-ball japonaise († 18 décembre 2016).
- 20 décembre : Essy Amara, homme politique et diplomate ivoirien († 7 avril 2025).
- 21 décembre :
  - Ulli Lommel, acteur, scénariste et réalisateur allemand († 2 décembre 2017).
  - Catherine Prévert, scripte française († 7 octobre 2017).
- 22 décembre : Jean-Claude Laprie, chercheur français († 17 octobre 2010).
- 24 décembre : 
  - Oswald Gracias, cardinal indien, archevêque de Bombay.
  - Daniel Johnson Junior, premier ministre du Québec en 1994.
  - Dan Miller, premier ministre de la Colombie-Britannique par intérim.
- 26 décembre : Yvan Mainini, arbitre et dirigeant de basket-ball français († 11 mai 2018).
- 27 décembre : Eliseo Subiela, réalisateur et scénariste argentin († 25 décembre 2016).
- 28 décembre : Johnny Isakson, homme politique américain († 19 décembre 2021).
- 31 décembre : Roy Cullen, homme politique canadien.

## Date précise inconnue
- Inga Björk-Klevby, diplomate suédoise.
- Terry Dolan, chanteur, compositeur et guitariste de rock américain († 15 janvier 2012).
- Omar el-Hariri, homme politique libyen († 2 novembre 2015).
- E. Gail de Planque, physicienne nucléaire américaine († 8 septembre 2010).
- Wilson Hermosa González, musicien et compositeur bolivien († 12 février 2008).
- Stella Kon, dramaturge singapourienne.
- Kafougouna Koné, militaire et homme politique malien († 10 mars 2017).
- Pilar Luna, archéologue mexicaine († 15 mars 2020).
- Goukouni Oueddei, homme politique tchadien.
- Jun Shiraoka, photographe japonais († 17 mars 2016).
- Teresa Torres, physicienne et paléontologue chilienne.
- Foued Zaouche, peintre et écrivain tunisien († 25 mars 2015).
- Dicoh Mariam, première femme ivoirienne devenue chimiste († 5 juin 2024).
- Charles David Din Dika, 6e roi de la communauté Akwa au Cameroun.

## Vers 1944
- Inkulab, poète et écrivain indien tamoul († 1er décembre 2016).
- Taïeb Baccouche, homme politique et syndicaliste tunisien.
- Tidiane Diakité, essayiste et historien franco-malien († 2 janvier 2025).